# Юренки
Юренки — деревня в Торопецком районе Тверской области. Входит в Плоскошское сельское поселение

## География
Расположена примерно в 19 километрах к северо-западу от села Волок на реке Серёжа.

## История
До 2013 года входила в Волокском сельском поселении.
С 2013 - в Плоскошское сельское поселение.

## Население
| 2002 | 2010 |
| ---- | ---- |
| 0    | →0   |